# 天然温泉 ほの湯
天然温泉 ほの湯（てんねんおんせん ほのゆ）は、中国電力グループのエネルギアL&Bパートナーズが運営しているスーパー銭湯のチェーン。現在、広島県内で「宇品天然温泉 ほの湯」、「塩屋天然温泉 ほの湯 楽々園」の2店舗を展開している。

## 概要
各店舗とも、源泉掛け流しの天然温泉を利用した巨大公衆浴場を中心に、飲食店やマッサージ店などがある。

## 泉質・効能
2店舗とも泉質は共通である。
- 泉質：ナトリウム・カルシウム塩化物温泉。
- 効能：糖尿病、創傷、火傷、神経痛、打撲、冷え性、動脈硬化など。

※ 効能は万人に対してその効果を保障するものではない。

## 宇品天然温泉 ほの湯
広島県広島市南区宇品東にて営業している。

### 沿革
- 2004年（平成16年）12月7日 開業。

### 施設

#### 入浴施設
- 大型岩風呂
- 檜風呂
- 気泡風呂
- 電気風呂
- リラクゼーションバス など

（※すべて天然温泉使用）
- サウナ

#### その他
- マッサージ
- 飲食施設

### 交通アクセス
バス
- 広島駅南口より広島バス広島みなと新線（312号線）または広島バス・広電バス・広島交通まちのわループ右回り（302号線）に乗車後、県立広島大学前で下車、徒歩5分
- 八丁堀（ヤマダ電機前）より広電バス12号線に乗車後、中国自動車学校前で下車、徒歩2分
- 広島港（宇品）より広島バス広島みなと新線（311号線）に乗車後、県立広島大学前で下車、徒歩5分

路面電車
- 広島駅より広電路面電車1号線・5号線に乗車後、宇品二丁目で下車、徒歩10分
- 広島港（宇品）より広電路面電車1号線・3号線・5号線に乗車後、宇品二丁目で下車、徒歩10分

タクシー
- 広島駅より約15分
- 広島港（宇品）より約6分

## 塩屋天然温泉 ほの湯 楽々園

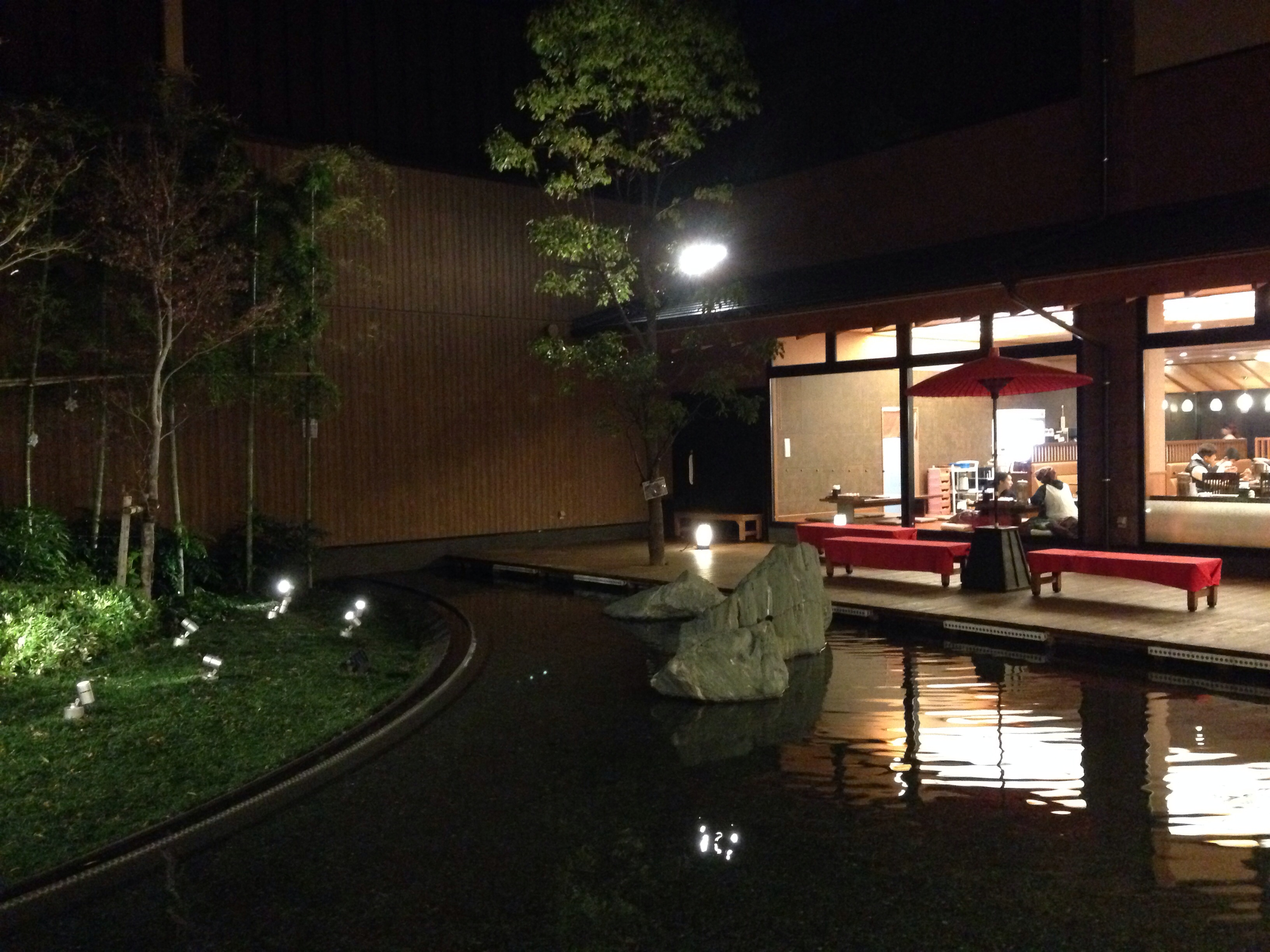
水盤のある中庭

広島県広島市佐伯区楽々園にて営業している。当施設の1階中央部には厳島（宮島）の「もみじ谷」をイメージしてつくられた中庭がある（この中庭でも休憩等が可能）。

### 沿革
- 2011年（平成23年）2月10日 開業。

### 施設

#### 入浴施設
- 大型岩風呂
- 気泡風呂
- 電気風呂
- リラクゼーションバス など

（※すべて天然温泉使用）
- サウナ

### 岩盤浴
- チムジルバン汗蒸洞（入泉料とは別料金、漫画コーナーなどもあり）

#### その他
- マッサージ
- 飲食施設

### 交通アクセス
鉄道
- 広電宮島線楽々園駅より徒歩5分
- JR五日市駅南口より徒歩25分（土曜・日曜・祝日は無料シャトルバスを運行）